# Paper Girls
Paper Girls ist eine US-amerikanische Science-Fiction-Fernsehserie aus dem Jahr 2022 von Stephany Folsom. Es handelt sich um eine Comicverfilmung, die auf einem gleichnamigen Comic von Autor Brian K. Vaughan und Illustrator Cliff Chiang beruht, das von 2015 bis 2019 erschien. Die Serie hatte am 29. Juli 2022 ihre Premiere weltweit auf Amazon Prime Video.

## Handlung
Paper Girls handelt von vier jungen Mädchen an der Schwelle zum Teenagerdasein, die als Zeitungsausträgerinnen, sogenannte Papergirls, arbeiten. Alle vier sind sehr unterschiedlich.
Erin Tieng, eine Sinoamerikanerin, ist etwas schüchtern und will ihre Familie unterstützen. Ihre Mutter ist nicht fähig, die Familie alleine zu ernähren, und kann kaum Englisch, während Erin zweisprachig aufwuchs.
Tiffany Quilkin, Afroamerikanerin, ist das einzige Kind sehr erfolgsorientierter Eltern. Sie hat einen hohen Intellekt und große Pläne für ihr weiteres Leben.
Mac Coyle stammt aus einer dissozialen Familie. Sie ist die erste weibliche Zeitungsausträgerin in dem kleinen Örtchen Stony Stream. Sie wirkt nach außen sehr tough.
KJ Brandman ist ein jüdisches Mädchen kurz vor ihrer Bat Mitzwa aus einer der wohlhabenden Familien der Stadt. Sie wirkt sehr verschlossen, ist aber auch sehr einfühlsam.
Die erste Tour von Erin findet nach Halloween 1988 statt. Sie hat keine Ahnung, auf was sie sich eingelassen hat, denn in dieser Nacht scheinen alle verrückt zu spielen. Als sie eine Zeitung falsch ausgeliefert hat, will sie diese zurücknehmen, wird jedoch von einem Rassisten angegriffen. Ihr zu Hilfe eilt Tiffany. Gemeinsam stellt sie ihr die anderen Kinder vor. Sie beschließen, die Tour zusammen zu fahren, werden jedoch von Jugendlichen angegriffen. Als sie diese besiegen können, stoßen sie auf seltsame Gestalten mit Narben im Gesicht. Der Himmel erstrahlt plötzlich lila und die vier Jugendlichen landen im Jahr 2019. Dort geraten sie zwischen die Fronten von zwei Zeitreiseorganisationen, der alten Wache, die die Zeitlinie zu ihren Gunsten verändern will, und der rebellischen STF Underground, die den Einfluss der alten Wache bekämpft. Dabei treffen sie auch auf Erins älteres Ich.
Zusammen mit dem Rebellen Larry Radakowski wollen sie zurück in ihre Zeitlinie, doch Larry spielt ein doppeltes Spiel und sie landen stattdessen im Jahr 1999. Dort stirbt Erins älteres Ich. Nach einigen Verwicklungen treffen sie Larry von 1999 und versuchen mit seinen Aufzeichnungen zurück in ihre Zeit zu gelangen. Dabei entdecken sie, dass es Tiffany war, die die Zeitreisen erfunden hat. Sie ist jedoch 1999 noch nicht bereit und verschwendet ihr Leben nach abgebrochenem Studium lieber als Techno-DJ. Als sie eine Zeitanomalie entdecken, ist es zu spät. Die alte Wache erscheint. Doch auf dem Zeitreiseschiff gelingt ihnen mit Hilfe einer abtrünnigen Soldatin der alten Wache die Flucht. Während Mac und KJ vermutlich in die Zukunft reisen, um die alte Wache zu erledigen, werden Erin und Tiff in die 1970er katapultiert.

## Besetzung und Synchronisation
Die Synchronisation wurde vom Studio CSC-Studio, Hamburg umgesetzt. Die Dialogregie übernahm Manuela Bäcker, das Dialogbuch Schrieb Kristin Riegelsberger.
| Rolle            | Darsteller/Originalsprecher | Synchronsprecher      |
| ---------------- | --------------------------- | --------------------- |
| Tiffany Quilkin  | Camryn Jones                | Emily Seubert         |
| Erin Tieng       | Riley Lai Nelet             | Jana Dunja Gries      |
| Mac Coyle        | Sofia Rosinsky              | Malin Steffen         |
| KJ Brandman      | Fina Strazza                | Elise Eikermann       |
| Erin Tieng (alt) | Ali Wong                    | Kristina von Weltzien |
| Larry Radakowski | Nate Corddry                | Robert Kotulla        |

## Hintergrund
Am 11. Juli 2019 kündigte Amazon Studios eine Verfilmung der gleichnamigen Comicserie an. Als Showrunner wurde Stephany Folsom beauftragt. Sie war vorher die Co-Autorin von A Toy Story: Alles hört auf kein Kommando und unterschrieb kurz vorher bei Legendary Entertainment. Jedoch verließ sie das Projekt 2021 aus unbekannten Gründen und Christopher C. Rogers fungiert nun als Showrunner.
Eine Besonderheit ist der junge und unverbrauchte Cast, der bei den Hauptrollen ausschließlich aus Newcomerinnen besteht. Lediglich bei den Erwachsenenrollen gibt es bereits bekannte Gesichter, darunter Ali Wong, die die ältere Erin spielt. Sie ist als Schauspielerin und Stand-Up bekannt. Auch Nate Corddry ist als Schauspieler etabliert. Regie führten ausschließlich Frauen.
Die Serie wurde am 29. Juli 2022 über Amazon Prime veröffentlicht.

## Episodenliste
| Nr. (ges.) | Nr. (St.) | Deutscher Titel          | Originaltitel                   | Erstausstrahlung USA/CAN | Deutschsprachige Erstausstrahlung (D) | Regie               | Drehbuch                                                      |
| --- | --------- | ------------------------ | ------------------------------- | ------------------------ | ------------------------------------- | ------------------- | ------------------------------------------------------------- |
| 1 | 1         | Höllentag                | Growing Pains                   | 29. Juli 2022            | 29. Juli 2022                         | Georgi Banks-Davies | Stephany Folsom                                               |
| Die erste Tour von Erin findet nach Halloween 1988 statt. Sie hat keine Ahnung, auf was sie sich eingelassen hat, denn in dieser Nacht scheinen alle verrückt zu spielen. Sie lernt die anderen drei Papergirls kennen. Es kommt zu einer Auseinandersetzung mit anderen Jugendlichen. Außerdem treffen sie auf drei Jugendliche mit Masken. Der Himmel erstrahlt plötzlich lila und die vier Jugendlichen landen im Jahr 2019. Dort geraten sie in eine Schießerei zwischen der alten Wache und STF Underground. Einer der Rebellen drückt ihnen ein Gerät in die Hand, bevor er erschossen wird. KJ tötet einen Soldaten von der alten Wache mit einem Hockeyschläger. Danach rennen sie zu Erins Haus und treffen dabei auf Erins älteres Ich.                                         |           |                          |                                 |                          |                                       |                     |                                                               |
| 2 | 2         | Pläne ändern sich        | Weird Al is Dead                | 29. Juli 2022            | 29. Juli 2022                         | Georgi Banks-Davies | Christopher Cantwell & Christopher C. Rogers                  |
| Erin findet heraus, dass ihre Mutter vor kurzem verstorben ist und sie immer noch in ihrem alten Haus lebt. Mittlerweile ist sie von ihrer Schwester entfremdet. Die vier übernachten erst einmal bei Erin. Am nächsten Morgen schleicht Mac nach draußen und sucht ihre alte Wohnung auf, nur um festzustellen, dass diese abgerissen wurde. Sie findet heraus, dass ihr Bruder noch lebt und Arzt geworden ist. Der Rest der Gruppe versucht nach einem Streit mit der älteren Erin Tiffs älteres Selbst zu finden. Dabei vergessen sie das Gerät der STF Underground, das Erins älteres Selbst an sich nimmt und versehentlich aktiviert. Prioress, eine Soldatin der alten Wache, macht sich auf die Suche nach den Jugendlichen und tötet dabei KJs Eltern.                          |           |                          |                                 |                          |                                       |                     |                                                               |
| 3 | 3         | Blaue Zungen lügen nicht | Blue Tongues Don’t Lie          | 29. Juli 2022            | 29. Juli 2022                         | Destiny Ekaragha    | Lisa Albert                                                   |
| Larry Radowski, ein Agent von STF Underground, arbeitet seit 1988 mit Juniper Plimpton zusammen. Die beiden tauschen Tonbänder aus, für den Fall, dass die alte Wache ihr Gedächtnis löscht. 2019 gelingt es ihm nicht, ihr Gedächtnis wiederherzustellen, doch er bekommt Nachricht, dass das Gerät aktiviert wurde. Gleichzeitig macht Mac Schritte auf ihren Bruder zu, der ihr eröffnet, dass er nur Arzt wurde, weil sie mit 16 Jahren an Krebs erkrankte und verstarb. Larry entführt die Mädchen auf seine Farm, weil er sie zunächst für Feinde hält, und nach einer kurzen Auseinandersetzung erklärt er ihnen dann den Grundkonflikt zwischen der alten Wache und SFT Underground. Zusammen mit den Mädchen schmiedet er einen Plan, wie sie ins Jahr 1988 zurückkehren können. |           |                          |                                 |                          |                                       |                     |                                                               |
| 4 | 4         | Es ging nie um den Mais  | It Was Never About the Corn     | 29. Juli 2022            | 29. Juli 2022                         | Destiny Ekaragha    | K.C. Perry                                                    |
| Während Mac und ihr Bruder versuchen, ein gemeinsames Leben möglich zu machen, versuchen die Mädchen zusammen mit Larry einen Roboter flott zu machen, der sie in ihre Zeitlinie zurückbringen kann, während Larry danach ins Jahr 1999 zurückkehren will, um dort die alte Wache aufzuhalten. Es stellt sich heraus, dass die ältere Erin als Pilotin den Roboter durch die Zeit steuern kann. Die Mädchen versuchen, Mac zu überzeugen, mit ihnen zurückzureisen. Dazu fährt KJ zu Macs Bruder, doch Prioress ist bereits auf der Jagd nach Mac. KJ kann Mac schließlich überzeugen zurückzukehren und rettet so Macs Bruder das Leben. Zurück auf der Farm wird der Roboter aktiviert und sie reisen erneut durch die Zeit.                                                            |           |                          |                                 |                          |                                       |                     |                                                               |
| 5 | 5         | Mums kleiner Engel       | A New Period                    | 29. Juli 2022            | 29. Juli 2022                         | Karen Gaviola       | Kai Yu Wu                                                     |
| Larry hat die Mädchen angelogen. Sie landen im Jahr 1999, genauer am 3. Juli. Larry wird von der alten Wache getötet und die ältere Erin opfert sich in einem Roboterkampf, um die Mädchen zu retten. Wieder auf sich alleine gestellt, stehlen sie zunächst Binden für Erins Periode, die gerade erstmals eingesetzt hat. Anschließend schlagen sie sich zu K.J. durch, deren Eltern am 4. Juli nie zu Hause sind. Doch ausgerechnet 1999 geben sie eine Party. Auf diese schleichen sich die Mädchen. Dort erfährt K.J., dass ihr älteres Ich Filmwissenschaften in New York studiert und außerdem lesbisch ist, was sie in eine Sinnkrise stürzt. Tiff kontaktiert derweil ihr älteres Ich.                                                                                            |           |                          |                                 |                          |                                       |                     |                                                               |
| 6 | 6         | Matinee                  | Matinee                         | 29. Juli 2022            | 29. Juli 2022                         | Karen Gaviola       | Christopher Cantwell, Stephany Folsom & Christopher C. Rogers |
| Die Mädchen besuchen eine Rave-Party, wo sie Tiffs älteres Ich treffen. Sie kommen erst einmal bei ihr unter. Jedoch verlief Tiffs Leben nicht so, wie sie es sich selbst als Kind ausgemalt hat. Sie steckt in einer wenig verheißungsvollen Beziehung mit einem Slacker und hat selbst das Studium am MIT geschmissen. Sie arbeitet als DJ und versucht ein Start-up zu vermarkten. Die beiden Tiffs besuchen Larry und dekodieren mit dessen Hilfe sein altes Notizbuch, in dem er alle Zeitanomalien notiert hat, müssen jedoch entsetzt feststellen, dass die nächste erst 2006 stattfindet. Bei Larry an der Farm öffnet sich der Himmel und Erins Fahrrad fällt herunter. |           |                          |                                 |                          |                                       |                     |                                                               |
| 7 | 7         | Ohne Maut kein Kraut     | Some Kind of Burping Trash Hole | 29. Juli 2022            | 29. Juli 2022                         | Mairzee Almas       | Christopher Cantwell & Christopher C. Rogers                  |
| Während die Mädchen und Larry überlegen, was sie nun tun sollen, hat die alte Wache um Grand Father und Prioress die Suche aufgenommen. Tiff erklärt ihrem jüngeren Selbst, dass sie adoptiert sei. Währenddessen besucht Mac mit K.J., die sie eingeweiht hat, ihr Grab. Dort muss sie feststellen, dass ihre Stiefmutter Alice, die sich 1988 nicht für sie interessiert hat, Blumen an ihr Grab bringt. Larry taucht in Tiffs Wohnung auf und bittet Erin, ihn zur Farm zu begleiten. Dort zeigt er ihr die Zeitanomalie, die immer größer wird und Gegenstände aus dem Jahr 1988 auf die Erde wirft, die ausschließlich mit den Mädchen und ihren Familien zu tun haben. |           |                          |                                 |                          |                                       |                     |                                                               |
| 8 | 8         | Das Mixtape der Zeit     | It B Over                       | 29. Juli 2022            | 29. Juli 2022                         | Mairzee Almas       | Stephany Folsom                                               |
| Larry hat Juniper informiert. Als alle überlegen, was sie nun tun sollen, erscheint die alte Wache mit Prioress und Grand Father. Zunächst kämpfen sie gegeneinander, doch als Grand Father droht, einen Flugsaurier auf Larry und Juniper loszulassen, ergeben sich die Mädchen und werden auf eine Art Zeitschiff gebracht. Doch Prioress bekommt einen Sinneswandel und beschließt die Gruppe freizulassen. Beim anschließenden Kampf werden die Mädchen jedoch getrennt. Während Mac und K.J. vermutlich in die Zukunft reisen, um die alte Wache zu erledigen, werden Erin und Tiff in die 1970er katapultiert. |           |                          |                                 |                          |                                       |                     |                                                               |

## Rezeption
In der Süddeutschen Zeitung lobte Johanna Adorján Paper Girls als eine Serie, die „auf gleich mehreren Zeitebenen“ überzeugen würde. Es sei „eine sehr gut gemachte Unterhaltungsserie, die alle erfreuen wird, die sich noch daran erinnern, wie es war, jung zu sein. Oder die gerade jung sind.“
In der Frankfurter Allgemeine Zeitung lobte Heike Huppertz die Serie „als gut beobachtetes und anrührend gespieltes Drama“ und als „eine ziemlich clevere, ziemlich witzige und ziemlich berührende, feministisch angehauchte Coming-of-Age-Geschichte.“